# Эпплгарт, Уильям
Уильям Рубен Эпплгарт (англ. William Reuben Applegarth; 11 мая 1890, Гисборо, Норт-Йоркшир — 5 декабря 1958, Скенектади, Нью-Йорк) — британский спринтер, чемпион и призёр летних Олимпийских игр 1912 года в Стокгольме, рекордсмен мира.

## Биография
Уильям Эпплгарт родился в Гисборо, северной части Йоркшира, и был одним из лучших европейских спринтеров накануне Первой мировой войны.
На Олимпиаде в Стокгольме Эпплгарт выступал в беге на 100 и 200 метров и эстафете 4×100 м. В первой дисциплине он выбыл из борьбы в полуфинале и выиграл бронзовую медаль на дистанции 200 м. В полуфинале эстафеты британцы уступили команде США, но затем американская команда была дисквалифицирована за ошибку при передаче эстафеты. В финале эстафеты Эпплгарт бежал на последнем этапе и выиграл золотую медаль. В этом забеге команда Германии (фаворит соревнований) также совершила ошибку при передаче эстафеты.
Эпплгарт был чемпионом Английской ассоциации любительской атлетики (ААА) в беге на 100 ярдов (91 м) в 1913 и 1914 годах и в беге 220 ярдов (200 м) с 1912 по 1914 год. Вскоре после Олимпийских игр Эпплгарт повторил мировой рекорд Дональда Липпинкотта в беге на 100 м с (10,6 с) и установил новый мировой рекорд (21,2 с) на дистанции 200 м на чемпионате AAA 1914 года. Его рекорд в беге на 200 метров не был побит до 1928 года.
В ноябре 1914 года Эпплгарт стал профессионалом. В 1922 году он эмигрировал в Америку, где стал тренером по лёгкой атлетике и футболу в Академии Мерсерсбург в Пенсильвании. Он также играл за Бруклин в Американской футбольной лиге. В 1925 году он ушёл из спорта и начал работать сварщиком в компании General Electric, где проработал до 1955 года. Умер в возрасте 68 лет, в том же году, когда был побит его британский рекорд в беге на 100 ярдов (91 м) — 9,8 с.